# Augusto di Sassonia-Gotha-Altenburg
Augusto Emilio Leopoldo di Sassonia-Gotha-Altenburg (Gotha, 23 novembre 1772 – Gotha, 17 maggio 1822) fu duca di Sassonia-Gotha-Altenburg.
Fu inoltre nonno materno del principe Alberto di Sassonia-Coburgo-Gotha, principe consorte d'Inghilterra in quanto marito della Regina Vittoria.

## Biografia

### I primi anni
Nato il 23 novembre 1772 a Gotha, Augusto era il secondogenito di Ernesto II di Sassonia-Gotha-Altenburg e di Carlotta di Sassonia-Meiningen. La morte del fratello maggiore Ernesto di appena nove anni (nel 1779) lo rese erede del padre alla successione del ducato di Sassonia-Gotha-Altenburg.
Durante gli anni della gioventù, l'ottima educazione ricevuta col fratello minore Federico a Ginevra, unitamente alla sua naturale propensione all'amicizia coi giacobini, lo fecero passare alla storia come un erede al trono amante degli ideali di libertà, uguaglianza e fraternità. Ancor prima della sua ascesa al trono, divenne un grande sostenitore dell'allora generale Bonaparte che seguì durante la sua ascesa sino al rango di imperatore dei francesi.

### Il regno ed il culto di Napoleone

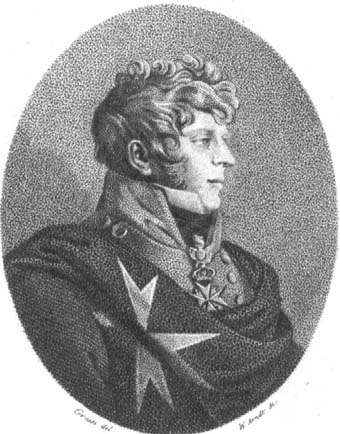
Augusto di Sassonia-Gotha-Altenburg

Augusto succedette al padre alla di lui morte nel 1804. Dopo la sua ascesa al trono ducale, come grande ammiratore della figura di Napoleone Bonaparte, si gettò subito al suo fianco nelle guerre napoleoniche. Il ducato aderì nel 1806 alla Confederazione del Reno. Napoleone dal canto suo, che lo chiamava mon cousin in segno di vicinanza ed affetto, si recò diverse volte in visita al duca nella città di Gotha: il 23 luglio 1807 (ricevimento al castello e pranzo col duca e con la duchessa), il 27 settembre 1808 (sulla strada per il Congresso di Erfurt, incontro col duca e cena al castello), il 14 ottobre 1808 (di ritorno dal Congresso di Erfurt, sosta al castello di Friedrichsthal e breve incontro con Augusto), il 15 dicembre 1812 (nel viaggio verso la Russia) ed il 25 ottobre 1813 (di ritorno dalla Russia).
Intervenne a favore del critico giornalista Rudolph Zacharias Becker che si trovava imprigionato e si assicurò il suo rilascio immediato.

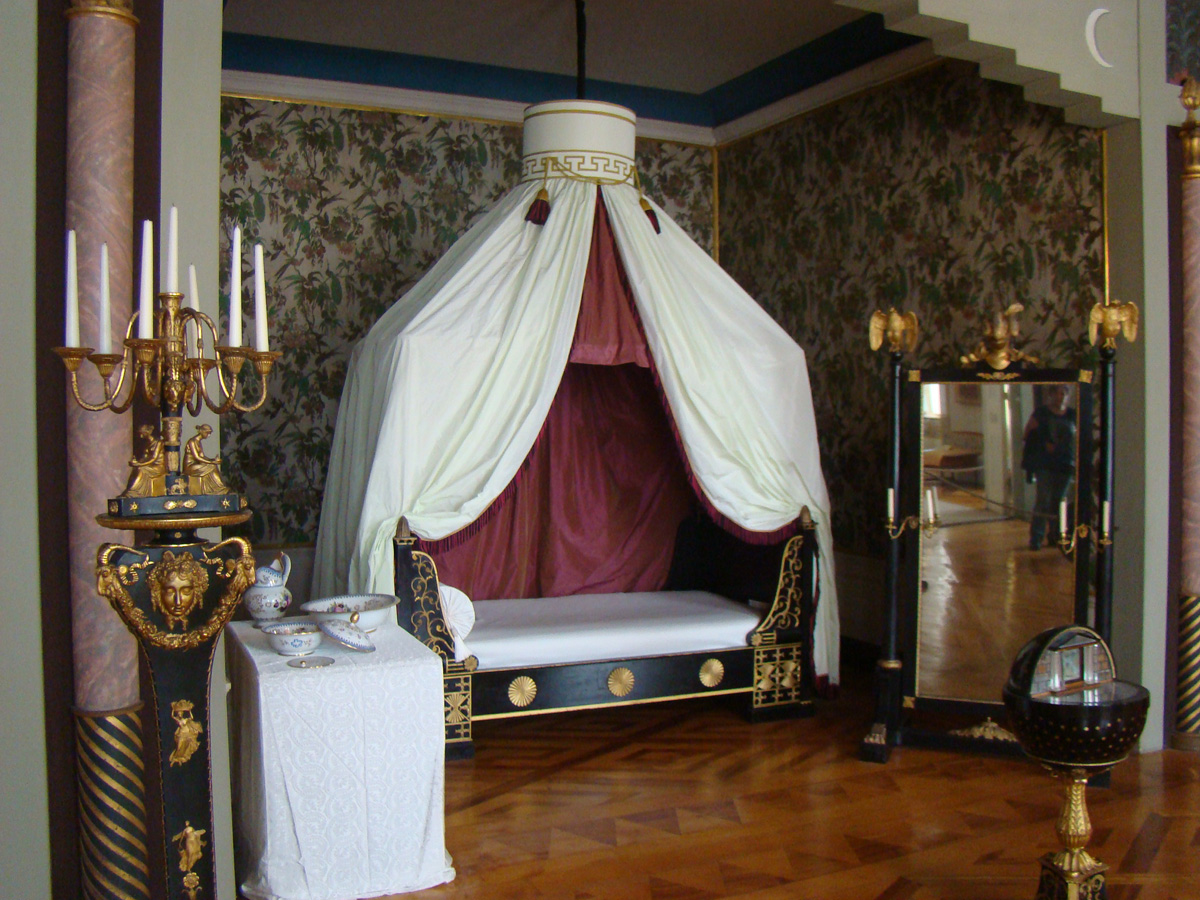
Immagine della Sala Napoleonica del castello di Friedenstein

Dal 1811 al 1813 il duca celebrò ogni anno il 15 agosto il compleanno di Napoleone come festa di stato con un ricevimento di gala al castello di Friedenstein. Nel 1807 gli riuscì di ottenere uno dei bicorni di Napoleone dal suo servitore Louis Constant Wairy, cappello ancora oggi esposto a Friedenstein. Durante la visita di Napoleone del 23 luglio 1807, Augusto diede ad uso dell'imperatore francese una stravagante carrozza nera che però il sovrano francese si rifiutò di utilizzare per la similitudine che questa aveva con un carro funebre. Il picco massimo di venerazione di Augusto per Napoleone lo raggiunse con la costruzione della Sala Napoleonica nel castello di Friedenstein, decorata in pieno stile impero, disegnata personalmente dal duca. Sul soffitto della stanza, un grande affresco rappresentante un cielo stellato con il sole e la luna, il sole riporta l'effige di Napoleone mentre sulla luna è disegnato il volto di Augusto.
A tal proposito si può citare un aneddoto riportato da August Beck nel suo Geschichte der Regenten des gothaischen Landes del 1868:

### Gli ultimi anni
Dopo la definitiva sconfitta di Napoleone nella Battaglia di Waterloo, e col Congresso di Vienna, Augusto divenne una persona non grata nei circoli aristocratici e diplomatici del tempo, come pure divenne inviso ai nazionalisti tedeschi. Morì il 17 maggio 1822 a Gotha in circostanze mai del tutto chiarite, a seguito di una breve malattia.
Gli succedette suo fratello Federico come duca. La sua salma venne sepolta su un'isola al centro del parco del castello locale, in una speciale cripta ipogea appositamente realizzata per la sua persona, dove pure la sua seconda moglie Carolina Amalia venne sepolta dopo la sua morte nel 1848.

## L'attività come scrittore, il mecenatismo e l'omosessualità

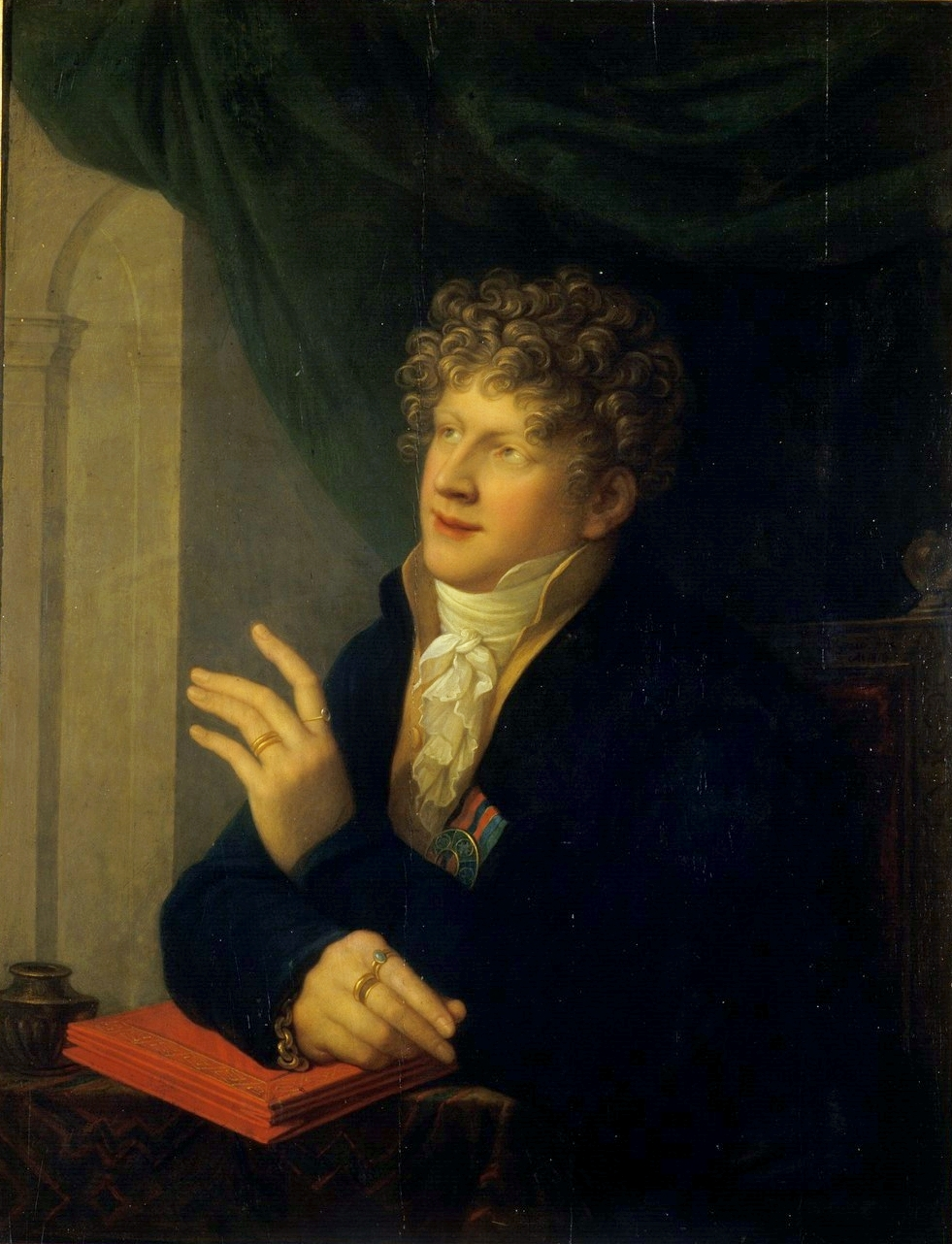
Augusto di Sassonia-Gotha-Altenburg in un ritratto del 1813 ad opera di Josef Grassi

Augusto, vicino alla letteratura ed alla poesia del suo tempo, intrattenne un'attiva corrispondenza con Jean Paul, Madame de Stäel e con Bettina von Arnim.
Augusto venne considerato un potente mecenate per la sua epoca. Il compositore Carl Maria von Weber dedicò ad Augusto il suo secondo concerto per pianoforte in segno di gratitudine dopo che questi, sostenendolo, lo aveva aiutato a ripagarsi dei propri debiti accumulati.
La sua avversione per la caccia e per l'equitazione lo spinsero a preferire la danza, le calze di seta e gli abiti femminili, lasciandosi definire semplicemente "Emilie" nei circoli che frequentava. La nota pittrice Caroline Louise Seidler, che nell'inverno del 1811 si trovava alla corte di Gotha per dipingere un ritratto della famiglia ducale, lo descrisse come "uno dei più grandi originali di questi tempi", la cui apparenza aveva comunque "un qualcosa di femminile". Del resto, riferimenti più o meno espliciti alla sua presunta omosessualità possono ritrovarsi nella sua opera di maggior importanza: nel 1805 scrisse la novella poetica Kyllenion - un anno in Arcadia, un idillio pastorale ambientato nell'antica Grecia in cui diverse coppie - tra cui alcune anche omosessuali - s'innamorano, superano vari ostacoli e vivono felici e contenti. Fu praticante del travestitismo.
Johann Wolfgang von Goethe lo definì "piacevole e ripugnante allo stesso tempo" e osservò a proposito della sua persona: "Non posso certo lamentarmi di lui, ma sono sempre colto da ansia quando mi viene proposto un invito al suo tavolo, perché non posso mai prevedere il trattamento che riserva ai suoi ospiti d'onore".

## Ascendenza
|                                          |                                  |                                               | Genitori                                                     |  |  | Nonni |  |  | Bisnonni                                |  |  | Trisnonni                              |  |
|                                          |                                  |                                               |                                                              |  |  |       |  |  | Federico II di Sassonia-Gotha-Altenburg |  |  | Federico I di Sassonia-Gotha-Altenburg |  |
|                                          |                                  |                                               |                                                              |  |  |       |  |  | Federico II di Sassonia-Gotha-Altenburg |  |  | Federico I di Sassonia-Gotha-Altenburg |  |
|                                          |                                  | Maddalena Sibilla di Sassonia-Weissenfels     |                                                              |  |  |       |  |  | Federico II di Sassonia-Gotha-Altenburg |  |  |                                        |  |
| Federico III di Sassonia-Gotha-Altenburg |                                  |                                               |                                                              |  |  |       |  |  | Federico II di Sassonia-Gotha-Altenburg |  |  |                                        |  |
|                                          |                                  | Maddalena Augusta di Anhalt-Zerbst            | Carlo Guglielmo di Anhalt-Zerbst                             |  |  |       |  |  |                                         |  |  |                                        |  |
|                                          |                                  | Maddalena Augusta di Anhalt-Zerbst            | Carlo Guglielmo di Anhalt-Zerbst                             |  |  |       |  |  |                                         |  |  |                                        |  |
|                                          |                                  | Maddalena Augusta di Anhalt-Zerbst            | Sofia di Sassonia-Weissenfels                                |  |  |       |  |  |                                         |  |  |                                        |  |
| Ernesto II di Sassonia-Gotha-Altenburg   |                                  | Maddalena Augusta di Anhalt-Zerbst            |                                                              |  |  |       |  |  |                                         |  |  |                                        |  |
|                                          |                                  | Ernesto Luigi I di Sassonia-Meiningen         | Bernardo I di Sassonia-Meiningen                             |  |  |       |  |  |                                         |  |  |                                        |  |
|                                          |                                  | Ernesto Luigi I di Sassonia-Meiningen         | Bernardo I di Sassonia-Meiningen                             |  |  |       |  |  |                                         |  |  |                                        |  |
|                                          |                                  | Ernesto Luigi I di Sassonia-Meiningen         | Maria Edvige d'Assia-Darmstadt                               |  |  |       |  |  |                                         |  |  |                                        |  |
| Luisa Dorotea di Sassonia-Meiningen      |                                  | Ernesto Luigi I di Sassonia-Meiningen         |                                                              |  |  |       |  |  |                                         |  |  |                                        |  |
|                                          |                                  | Dorotea Maria di Sassonia-Gotha-Altenburg     | Federico I di Sassonia-Gotha-Altenburg                       |  |  |       |  |  |                                         |  |  |                                        |  |
|                                          |                                  | Dorotea Maria di Sassonia-Gotha-Altenburg     | Federico I di Sassonia-Gotha-Altenburg                       |  |  |       |  |  |                                         |  |  |                                        |  |
|                                          |                                  | Dorotea Maria di Sassonia-Gotha-Altenburg     | Maddalena Sibilla di Sassonia-Weissenfels                    |  |  |       |  |  |                                         |  |  |                                        |  |
| Augusto di Sassonia-Gotha-Altenburg      |                                  | Dorotea Maria di Sassonia-Gotha-Altenburg     |                                                              |  |  |       |  |  |                                         |  |  |                                        |  |
|                                          | Bernardo I di Sassonia-Meiningen | Ernesto I di Sassonia-Coburgo-Altenburg       |                                                              |  |  |       |  |  |                                         |  |  |                                        |  |
|                                          | Bernardo I di Sassonia-Meiningen | Ernesto I di Sassonia-Coburgo-Altenburg       |                                                              |  |  |       |  |  |                                         |  |  |                                        |  |
|                                          | Bernardo I di Sassonia-Meiningen | Elisabetta Sofia di Sassonia-Altenburg        |                                                              |  |  |       |  |  |                                         |  |  |                                        |  |
| Antonio Ulrico di Sassonia-Meiningen     | Bernardo I di Sassonia-Meiningen |                                               |                                                              |  |  |       |  |  |                                         |  |  |                                        |  |
|                                          |                                  | Elisabetta Eleonora di Brunswick-Wolfenbüttel | Antonio Ulrico di Brunswick-Wolfenbüttel                     |  |  |       |  |  |                                         |  |  |                                        |  |
|                                          |                                  | Elisabetta Eleonora di Brunswick-Wolfenbüttel | Antonio Ulrico di Brunswick-Wolfenbüttel                     |  |  |       |  |  |                                         |  |  |                                        |  |
|                                          |                                  | Elisabetta Eleonora di Brunswick-Wolfenbüttel | Elisabetta Giuliana di Schleswig-Holstein-Sonderburg-Norburg |  |  |       |  |  |                                         |  |  |                                        |  |
| Carlotta di Sassonia-Meiningen           |                                  | Elisabetta Eleonora di Brunswick-Wolfenbüttel |                                                              |  |  |       |  |  |                                         |  |  |                                        |  |
|                                          |                                  | Carlo I d'Assia-Philippsthal                  | Filippo d'Assia-Philippsthal                                 |  |  |       |  |  |                                         |  |  |                                        |  |
|                                          |                                  | Carlo I d'Assia-Philippsthal                  | Filippo d'Assia-Philippsthal                                 |  |  |       |  |  |                                         |  |  |                                        |  |
|                                          |                                  | Carlo I d'Assia-Philippsthal                  | Caterina Amalia di Solms-Laubach                             |  |  |       |  |  |                                         |  |  |                                        |  |
| Carlotta Amalia d'Assia-Philippsthal     |                                  | Carlo I d'Assia-Philippsthal                  |                                                              |  |  |       |  |  |                                         |  |  |                                        |  |
|                                          |                                  | Carolina Cristina di Sassonia-Eisenach        | Giovanni Guglielmo III di Sassonia-Eisenach                  |  |  |       |  |  |                                         |  |  |                                        |  |
|                                          |                                  | Carolina Cristina di Sassonia-Eisenach        | Giovanni Guglielmo III di Sassonia-Eisenach                  |  |  |       |  |  |                                         |  |  |                                        |  |
|                                          |                                  | Carolina Cristina di Sassonia-Eisenach        | Cristina Giuliana di Baden-Durlach                           |  |  |       |  |  |                                         |  |  |                                        |  |
|                                          |                                  | Carolina Cristina di Sassonia-Eisenach        |                                                              |  |  |       |  |  |                                         |  |  |                                        |  |

## Matrimoni ed eredi

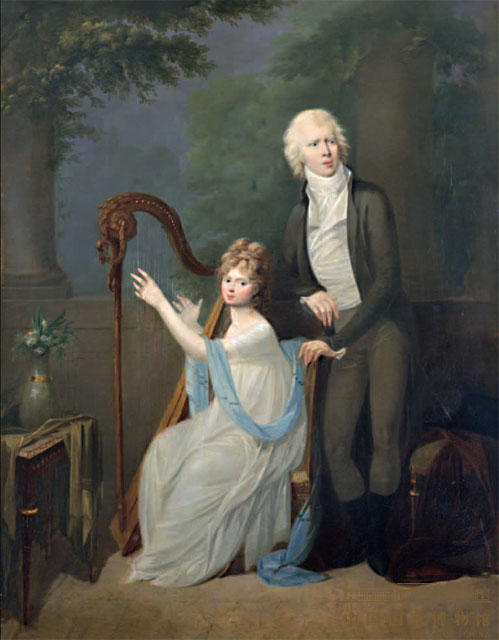
Il duca Augusto e la duchessa consorte Luisa Carlotta in un ritratto del 1800 circa

A Ludwigslust il 21 ottobre 1797, Augusto si sposò con Luisa Carlotta di Meclemburgo-Schwerin, figlia di Federico Francesco I di Meclemburgo-Schwerin, da cui ebbe una sola figlia:
- Luisa (1800-1831), sposò Ernesto I di Sassonia-Coburgo-Gotha.

Alla morte della prima moglie si risposò a Kassel il 24 aprile 1802 con Carolina Amalia di Assia-Kassel, figlia di Guglielmo I d'Assia, da cui non ebbe figli.